# Hidrur de calci
L'hidrur de calci és un compost químic amb fórmula CaH₂. Es presenta normalment en forma de pols grisa (blanca si és pur) que reacciona vigorosament amb l'aigua alliberant gas hidrogen. El CaH₂ es fa servir com dessecant.
CaH₂ és un hidrur salí amb estructura com una sal. És insoluble en tots els solvents amb els quals no reaccioni vigorosament.
En laboratori també es fa servir per obtenir petites quantitats d'hidrogen de gran puresa.

## Preparació
Es pot preparar per la combinació directa de calci i hidrogen a 300 - 400 °C. També es pot fer escalfant clorur de calci amb hidrogen en presència de sodi metall: 
CaCl₂ + H₂ + 2 Na → CaH₂ + 2 NaCl
Alternativament l'hidrur de calci es pot preparar per reducció d'òxid de calci amb magnesi en presència d'hidrogen:
CaO + Mg + H₂ → CaH₂ + MgO

## Ús com a dessecant
La reacció de CaH₂ amb aigua :
CaH₂ + 2 H₂O → Ca(OH)₂ + 2 H₂
Com que l'hidrur de calci és un dessecant suau comparat amb el sodi o l'aliatge sodi potassi és més segur.